# Болеслав Плотницький
Болеслав Плотницький (пол. Bolesław Płotnicki; 17 червня 1913, Київ — 7 вересня 1988, Варшава) — польський актор театру і кіно.

## Біографія
Навчався лісовій справі у Львові до 1935 року. Після початку війни був покликаний в армію, потрапив в полон військ вермахту і до 1945 року був військовополоненим, утримувався в німецькому таборі для офіцерів, де виступав в аматорському театрі. Після звільнення працював у державній інспекції Польщі, з 1949 р. — актор театрів в Ольштині і в Варшаві.

## Вибрана фільмографія
- 1954 — П'ятеро з вулиці Барської / Piątka z ulicy Barskiej
- 1956 — Тінь / Cień
- 1970 — Польський альбом / Album polski
- 1971 — Перстень княгині Анни / Pierścień księżnej Anny
- 1974 — Потоп / Potop
- 1974 — Гніздо
- 1984 — Академія пана Ляпки